# Tinamou huayco
Rhynchotus maculicollis
Espèce
Statut de conservation UICN

 LC  : Préoccupation mineure
Le Tinamou huayco (Rhynchotus maculicollis) est une espèce d'oiseaux de la famille des Tinamidae.

## Répartition
Cet oiseau vit à travers le flanc est de la puna : du sud-est du Pérou au nord-ouest de l'Argentine.